# Larry Hagman
Lawrence Martin "Larry" Hagman, född 21 september 1931 i Fort Worth, Texas, död 23 november 2012 i Dallas, Texas, var en amerikansk skådespelare. Hagman blev under 1980-talet världskänd genom sin roll som oljemagnaten J.R. i såpoperan Dallas. I originalserien, som sändes 1978–1991, var han som ende skådespelare med i alla avsnitt.

## Biografi
Hagman föddes i Fort Worth, Texas. Hans mor Mary Martin blev sedermera Broadway-skådespelare och hans far, Benjamin Jack Hagman, var advokat. Hans föräldrar skilde sig 1936, då han var fem år, varvid han fick bo hos sin mormor i Texas och Kalifornien. Larry Hagmans farfars föräldrar var svenskar.

### Rollen som J.R.
J.R. är i TV-serien en oljemagnat som inte skyr några medel för att uppnå det han vill ha. Han är egoistisk, maktgalen, intrigerande och ständigt på jakt efter nya unga skönheter att vara otrogen med. Förutom under korta perioder ägnar han inte sin fru Sue Ellen Ewing mycket uppmärksamhet. Mycket av seriens dramaturgi handlar om parets konfliktfyllda relation, men också J.R:s maktintriger och övriga relationer i den superrika familjen Ewing. J.R. är en förkortning av "John Ross", vilket bara några få gånger nämns i serien.

### Senare år
I rollen som J.R. medverkade han också i fem avsnitt av Knots Landing. Han hade också (1976) en roll i krigsfilmen Örnen har landat.
Larry Hagman hade svåra alkoholproblem, enligt egen utsago drack han omkring fyra flaskor champagne om dagen. Men 1992 slutade han med spriten efter att hans läkare sagt att hans lever var i sådant eländigt skick att han endast hade sex månader kvar att leva och 1995 fick Hagman en ny lever inopererad.
Under 2000-talet intresserade Hagman sig mycket för alternativ energi, särskilt solenergi, vilket han bland annat berättade om i en intervju 2007.
I den uppföljare till TV-serien Dallas som sändes 2012 kom han att återigen att spela J.R., som denna gång enbart var en bifigur.

### Privatliv
Larry Hagman var gift med svenskan Maj, född Axelsson (1928–2016). Med henne fick han barnen Preston och Kristina.
År 2011 fick Hagman diagnosen strupcancer. Han avled den 23 november 2012 på ett sjukhus i Dallas, Texas under inspelningen av den andra säsongen av nya Dallas.

## Filmografi i urval
- 1965 – Svindlande affärer (TV-serie) (gästroll)
- 1965–1970 – I Dream of Jeannie (TV-serie)
- 1975 – Ellery Queen, avsnitt The Adventure of the Mad Tea Party (gästroll i TV-serie)
- 1976 – Örnen har landat
- 1976 – The Return of the World's Greatest Detective (TV-film)
- 1978 – Superman – The Movie
- 1978–1991 – Dallas (TV-serie)
- 1980–1982 – Knots Landing (TV-serie)
- 1981 – Jag rodnar
- 1993 – Miljonär med förhinder (TV-film)
- 1998 – Spelets regler
- 2006 – Simpsons, avsnitt The Monkey Suit (gäströst i TV-serie)
- 2012–2013 – Dallas (TV-serie)